# Surferne kommer
Surferne kommer (engelsk titel: The Surfers Are Coming) er en dansk kortfilm for unge fra 1998.
Filmen har Mira Wanting i hovedrollen som Anne, der er flyttet fra København til Klitmøller. Hun er kæreste med fiskersønnen Niels-Peter og lever et ubekymret teenageliv. Men da en gruppe surfere fra Tyskland slår sig ned på stranden, ændres alt og Anne tvinges til at vælge side.
Surferne kommer solgte 2.971 billetter i de danske biografer.

## Eksterne Henvisninger
- Surferne kommer på Internet Movie Database (engelsk)
- Surferne kommer på Filmdatabasen
- Surferne kommer på danskefilm.dk
- Surferne kommer på Filmstriben
- Surferne kommer på danskfilmogtv.dk
- Surferne kommer på Scope
- Surferne kommer på The Movie Database (engelsk)